# Accused – Eine Frage der Schuld
Accused – Eine Frage der Schuld ist eine britische TV-Anthologie-Serie von Jimmy McGovern. Seit dem 15. November 2010 wurden auf BBC One zwei Staffeln ausgestrahlt. Jede Episode folgt einer anderen Person, die ihr Urteil vor Gericht erwartet, und erzählt die Geschichte, wie es zur Verhandlung gekommen ist. In den Hauptrollen der einzelnen Episoden sind bekannte Schauspieler und Schauspielerinnen wie Christopher Eccleston, Benjamin Smith, Juliet Stevenson, Andy Serkis, Marc Warren, Naomie Harris, Sean Bean und Anne-Marie Duff zu sehen.
Die Serie folgt früheren Drama-Serien von McGovern wie The Street und Moving On. Nachdem 2009 seine Serie The Street eingestellt worden war, gründete McGovern RSJ Films, um Independent-Dramen zu produzieren, woraus schließlich die Anthologie-Serie Accused – Eine Frage der Schuld entstand. Die Drehbücher stammen von McGovern, Danny Brocklehurst und Alice Nutter und wurden in Manchester verfilmt. Im Jahr 2011 gewann die Serie einen International Emmy Award für die beste Drama-Serie.

## Erste Staffel
Die Serie wurde von Jay Hunt und Ben Stephenson beauftragt und im Mai 2010 angekündigt. Jede Episode kreist um eine andere Person, die vor Gericht gestellt wird. Auf ihrem Weg zur Anklagebank werden die Ereignisse gezeigt, die zum Verbrechen geführt haben, und den Zuschauern wird hierdurch die „Frage“ gestellt, ob der Angeklagte für schuldig befunden werden sollte oder nicht.
McGovern zur Serie:

“In the time it takes to climb the steps to the court we tell the story of how the accused came to be here. We see the crime and we see the punishment. Nothing else. No police procedure, thanks very much, no coppers striding along corridors with coats flapping. Just crime and punishment – the two things that matter most in any crime drama.”

McGovern war der Hauptautor der Serie, mit Co-Autoren Alice Nutter, Danny Brocklehurst und Esther Wilson für die Episoden 3 bis 5. Regie führten David Blair (Episoden 1, 2, 5 und 6) und Richard Laxton (Episoden 3 und 4), während RSJ Films die Produktion übernahm. Die Dreharbeiten für die Serie fanden um Manchester zwischen Mai und August 2010 statt.
Ein Teil der Besetzung wurde direkt mit der Serie angekündigt: Christopher Eccleston und Pooky Quesnel in „Willys Geschichte“, Mackenzie Crook, Robert Pugh, Benjamin Smith und Ben Batt in „Frankies Geschichte“. Im Juni wurde angekündigt, dass Juliet Stevenson und Peter Capaldi in „Helens Geschichte“ und Andy Serkis in „Liams Geschichte“ spielen würden. Im Juli wurde Naomie Harris in „Alisons Geschichte“ und im August Marc Warren für „Kennys Geschichte“ angekündigt.

## Zweite Staffel
Am 24. Februar 2011 kündigte BBC-Drama-Controller Ben Stephenson an, dass Accused – Eine Frage der Schuld für eine vier Episoden umfassende zweite Staffel verlängert werde, die im Jahr 2012 ausgestrahlt werden würde. Trotz der relativ geringen Zuschauerzahlen aus der ersten Staffel sahen die Verantwortlichen genug Potential, um in der zweiten Staffel ein breiteres Publikum zu finden.
Die Dreharbeiten für die ersten beiden Episoden der zweiten Staffel begannen im November 2011. Zur neuen Besetzung dieser Episoden gehörten Anne-Marie Duff, Olivia Colman, Robert Sheehan, Joe Dempsie, Sheridan Smith, Paul Popplewell und der Komiker John Bishop. Die erste Episode, in deren Hauptrollen Colman und Duff zu sehen sind, wurde von McGovern und Carol Cullington geschrieben, während in den Credits der zweiten Episode (mit den Darstellern Sheehan, Bischof und Smith) wieder Daniel Brocklehurst und McGovern zu sehen sind.
Im Januar 2012 wurde bestätigt, dass Anna Maxwell Martin den Cast der zweiten Episode ergänzen würde. Es wurde auch bekannt gegeben, dass Sean Bean als „ein Englischlehrer mit einem verdrehten Alter Ego“ (er spielt eine transgeschlechtliche Person) in der Episode „Tracies Geschichte“ neben Stephen Graham zu sehen sein würde.
Die erste Episode der 2. Staffel wurde nach einer groß angelegten Werbekampagne am 14. August 2012 ausgestrahlt. Die letzte Episode der Serie enthält ein anderes Konzept als das der bisherigen Episoden: Es tritt kein neuer Angeklagter vor Gericht auf, sondern es sind ehemalige Angeklagte (Jake, Stephen, Stephen Vater und der Richter) aus früheren Episoden zu sehen, die für die Geschichte der Episode eine bedeutende Rolle spielen.

## Ausstrahlung
Die Erstausstrahlung der sechs Folgen umfassenden ersten Staffel erfolgte vom 15. November bis zum 20. Dezember 2010 auf BBC One. Die vier Episoden der zweiten Staffel wurden vom 14. August bis zum 4. September 2012 ausgestrahlt.
Im Februar kündigte Sky die Ausstrahlung der Serie auf dem Pay-TV-Sender Sky Atlantic HD an. Die erste Staffel war dort vom 4. April bis zum 9. Mai 2013 zu sehen. Die zweite Staffel wurde direkt im Anschluss vom 16. Mai bis zum 6. Juni 2013 ausgestrahlt.

## Episodenliste

### Staffel 1
| Nr. (ges.) | Nr. (St.) | Deutscher Titel     | Originaltitel   | Erstausstrahlung Großbritannien | Deutschsprachige Erstausstrahlung (D) | Regie          | Drehbuch                            | Zuschauer (UK) |
| ---------- | --------- | ------------------- | --------------- | ------------------------------- | ------------------------------------- | -------------- | ----------------------------------- | -------------- |
| 1          | 1         | Willys Geschichte   | Willy's Story   | 15. Nov. 2010                   | 4. Apr. 2013                          | David Blair    | Jimmy McGovern                      | 4,74 Mio.      |
| 2          | 2         | Frankies Geschichte | Frankie's Story | 22. Nov. 2010                   | 11. Apr. 2013                         | David Blair    | Jimmy McGovern                      | 3,39 Mio.      |
| 3          | 3         | Helens Geschichte   | Helen's Story   | 29. Nov. 2010                   | 18. Apr. 2013                         | Richard Laxton | Alice Nutter & Jimmy McGovern       | 3,84 Mio.      |
| 4          | 4         | Liams Geschichte    | Liam's Story    | 6. Nov. 2010                    | 25. Apr. 2013                         | Richard Laxton | Danny Brocklehurst & Jimmy McGovern | 3,42 Mio.      |
| 5          | 5         | Kennys Geschichte   | Kenny's Story   | 13. Nov. 2010                   | 2. Mai 2013                           | David Blair    | Esther Wilson & Jimmy McGovern      | 3,69 Mio.      |
| 6          | 6         | Alisons Geschichte  | Alison's Story  | 20. Nov. 2010                   | 9. Mai 2013                           | David Blair    | Jimmy McGovern                      | 3,19 Mio.      |

### Staffel 2
| Nr. (ges.) | Nr. (St.) | Deutscher Titel     | Originaltitel   | Erstausstrahlung Großbritannien | Deutschsprachige Erstausstrahlung (D) | Regie         | Drehbuch                            | Zuschauer (UK) |
| ---------- | --------- | ------------------- | --------------- | ------------------------------- | ------------------------------------- | ------------- | ----------------------------------- | -------------- |
| 7          | 1         | Tracies Geschichte  | Tracie's Story  | 14. Aug. 2012                   | 15. Mai 2013                          | Ashley Pearce | Shaun Duggan & Jimmy McGovern       | 6,15 Mio.      |
| 8          | 2         | Mos Geschichte      | Mo's Story      | 21. Aug. 2012                   | 23. Mai 2013                          | David Blair   | Jimmy McGovern                      | 5,47 Mio.      |
| 9          | 3         | Stephens Geschichte | Stephen's Story | 28. Aug. 2012                   | 30. Mai 2013                          | David Blair   | Danny Brocklehurst & Jimmy McGovern | 5,18 Mio.      |
| 10         | 4         | Tinas Geschichte    | Tina's Story    | 4. Sep. 2012                    | 6. Juni 2013                          | Ashley Pearce | Danny Brocklehurst & Jimmy McGovern | 4,27 Mio.      |